# Вегера, Виктор Павлович
Виктор Павлович Вегера (бел. Віктар Паўлавіч Вягера, 1958) — белорусский военный деятель, заместитель, первый заместитель председателя Комитета государственной безопасности Республики Беларусь по контрразведывательной деятельности.

## Биография
С 31 октября 2002 года по 20 января 2005 года работал начальником управления Комитета государственной безопасности Республики Беларусь по Гродненской области.
С 20 января 2005 года по 1 октября 2007 года — заместитель Председателя Комитета государственной безопасности Республики Беларусь — начальник главного управления контрразведывательной деятельности Комитета государственной безопасности Республики Беларусь.
В 2005 году, в преддверии президентских выборов в Белоруссии 2006 года, подтвердил заявление председателя ФСБ России Николая Патрушева о том, что иностранные государства намерены выделить 5 миллионов долларов неправительственным организациям для финансирования «бархатной революции» в Беларуси. Позднее он заявил, что молодых белорусских оппозиционеров обучали стрельбе на базе НАТО в Литве, а за рубежом ведется подготовка лиц для активных действий при проведении массовых акций.
С 1 октября 2007 года — первый заместитель Председателя КГБ Республики Беларусь. Входил в состав межведомственных комиссий по защите государственных секретов при Совете Безопасности Республики Беларусь, по вопросам приобретения и содержания недвижимого имущества Республики Беларусь за границей, Комиссии по чрезвычайным ситуациям при Совете Министров Республики Беларусь, межведомственного совета по делам иностранных учащихся.
В 2011 году, после проведения президентских выборов в Белоруссии 2010 года, которые Европейским союзом были признаны недемократическими, а также силового разгона акции протеста в Минске 19 декабря 2010 года, был включен в список белорусских государственных деятелей и чиновников, на которых ЕС были наложены санкции. В 2012 году Совет Европейского союза признал В. П. Вегеру ответственным за репрессивную работу КГБ против гражданского общества и демократической оппозиции.
В. Вегера курировал ряд громких дел, в том числе дело о взрыве в Минском метрополитене, дело против председателя правозащитного центра «Весна» Беляцкого А. В.
1 апреля 2013 года освобожден от должности первого заместителя Председателя Комитета государственной безопасности Республики Беларусь по контрразведывательной деятельности и уволен с военной службы в запас по возрасту.